# Agriotypus gracilis
Agriotypus gracilis är en stekelart som beskrevs av James Waterston 1930. Agriotypus gracilis ingår i släktet Agriotypus och familjen brokparasitsteklar. Inga underarter finns listade i Catalogue of Life.